# Paicol (ort)
Paicol är en ort i Colombia.   Den ligger i departementet Huila, i den centrala delen av landet, 300 km sydväst om huvudstaden Bogotá. Paicol ligger 871 meter över havet och antalet invånare är 1 681.
Terrängen runt Paicol är varierad. Runt Paicol är det ganska glesbefolkat, med 38 invånare per kvadratkilometer. Närmaste större samhälle är La Plata, 14,4 km väster om Paicol. I omgivningarna runt Paicol växer i huvudsak städsegrön lövskog.